# 2-1-1

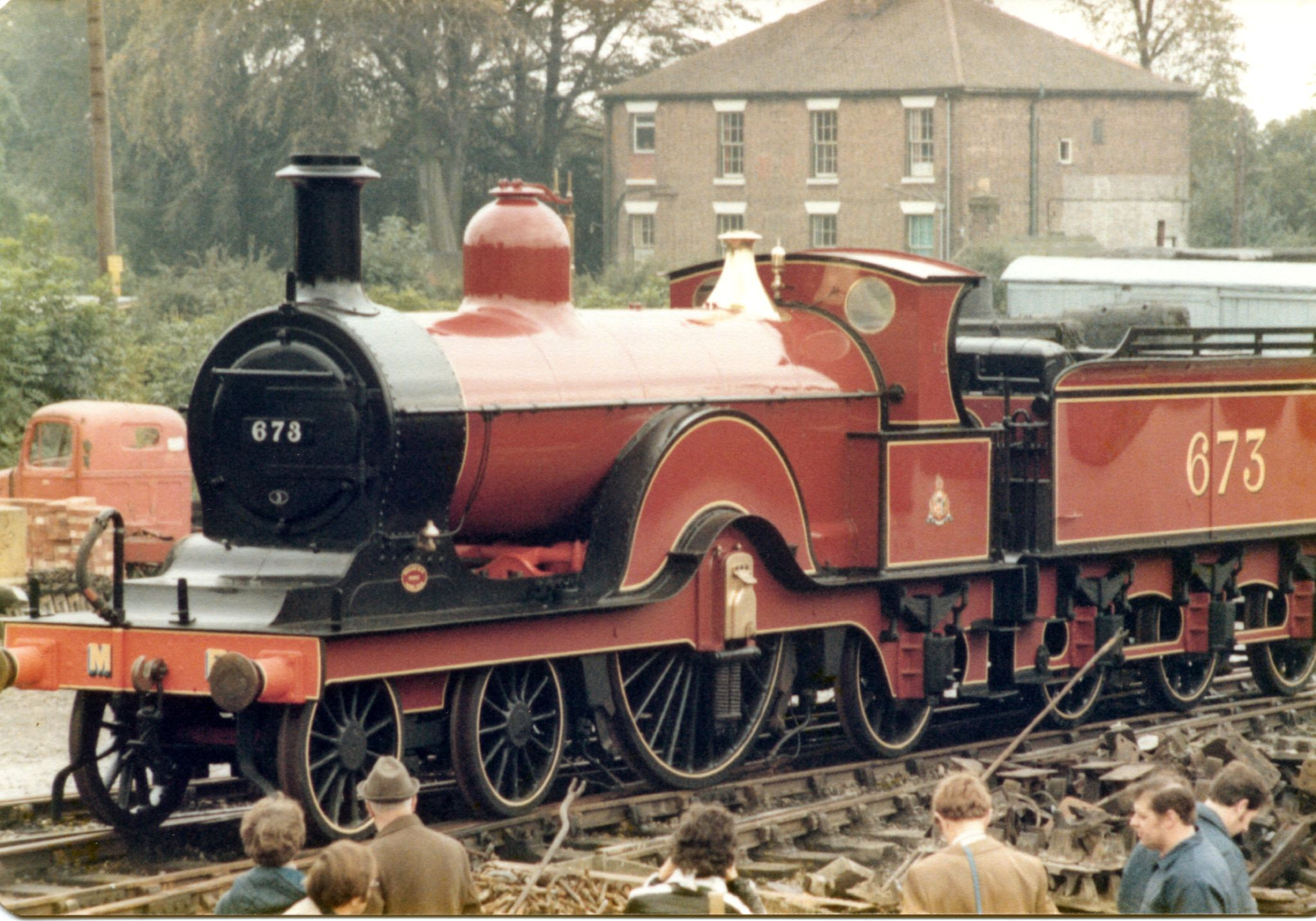
«Midland Railway 673» с осевой формулой 2-1-1

2-1-1 — осевая формула паровоза с двумя бегунковыми, одной движущей и одной поддерживающей колёсными парами.
Методы записи для разных классификаций:
- Международная (UIC): 2A1
- Американская: 4-2-2
- Испанская и французская: 211
- Российская: 2-1-1
- Швейцарская: 1/4

## История
Осевая формула 2-1-1 предлагалась для распределения веса больших локомотивов. Однако, до введения тележек паровозы такого типа встречались крайне редко до 1870-х.
Первый паровоз, выпущенный на заводах Борзига в 1841 году (Borsig No 1), имел осевую формулу 2-1-1, но вскоре компания перешла на более общую конфигурацию 1-1-1.

### США

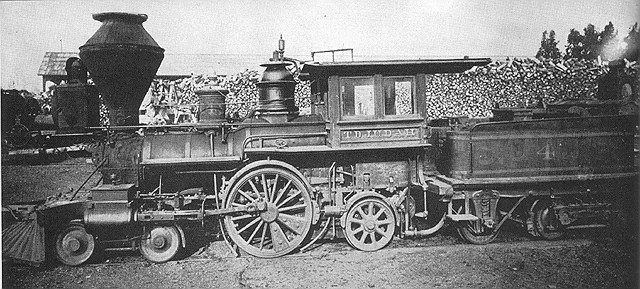
Американский «T. D. Judah»

Паровоз «T. D. Judah» был построен в 1863 году с осевой формулой 2-1-2. Он был приобретён Тихоокеанской железной дорогой и в 1872 году был переделан на 2-1-1.
К 1900 году нагрузка на паровозах возросла и вышла за границы возможностей конфигурации 2-1-1, что способствовало переходу на осевую формулу 2-2-1.

## Примеры паровозов
- Немецкий «Borsig No 1»
- Американский «T. D. Judah».